# 伐普肽
伐普肽（INN：vapreotide）是一种合成的生长抑素类似物。它用于治疗肝硬化肝病和艾滋病相关腹泻患者的食管静脉曲张出血。
它是一种8残基肽，序列为H-D-Phe-Cys(1)-Tyr-D-Trp-Lys-Val-Cys(1)-Trp-NH2。